# Hertha Obritzhauser
Hertha Obritzhauser (* 26. August 1960 in Irdning, verheiratete Hertha Almer) ist eine österreichische Badmintonspielerin und -trainerin. 

## Karriere
Hertha Obritzhauser gewann jeweils 18 österreichische Titel bei den Erwachsenen und 11 bei den Junioren. Bei den Swiss Open wurde sie zweimal Zweite im Mixed, bei den Polish International einmal Dritte. Von 1978 bis 1986 nahm sie an vier Europameisterschaften teil und erreichte als beste Platzierung Rang 10 in der Mannschaftswertung 1988. Im Europacup belegte sie 1990 einen 3. Platz mit dem BSC 70 Linz.

## Sportliche Erfolge
| Saison | Veranstaltung                                  | Disziplin   | Platz | Name                                     |
| ------ | ---------------------------------------------- | ----------- | ----- | ---------------------------------------- |
| 1976   | Österreich: Einzelmeisterschaften der Junioren | Damendoppel | 1     | Hertha Obritzhauser / Ursula Schechtner  |
| 1976   | Österreich: Einzelmeisterschaften der Junioren | Dameneinzel | 1     | Hertha Obritzhauser                      |
| 1977   | Österreich: Einzelmeisterschaften der Junioren | Mixed       | 1     | Peter Sandre / Hertha Obritzhauser       |
| 1977   | Österreich: Einzelmeisterschaften der Junioren | Damendoppel | 1     | Hertha Obritzhauser / Ursula Schechtner  |
| 1978   | Österreich: Einzelmeisterschaften der Junioren | Mixed       | 1     | Walter Grasmugg / Hertha Obritzhauser    |
| 1978   | Österreich: Einzelmeisterschaften der Junioren | Dameneinzel | 1     | Hertha Obritzhauser                      |
| 1978   | Österreich: Einzelmeisterschaften der Junioren | Damendoppel | 1     | Hertha Obritzhauser / B. Kren            |
| 1979   | Österreich: Einzelmeisterschaft                | Damendoppel | 1     | Hertha Obritzhauser / Brigitte Reichmann |
| 1980   | Österreich: Einzelmeisterschaft                | Damendoppel | 1     | Hertha Obritzhauser / Brigitte Reichmann |
| 1980   | Österreich: Einzelmeisterschaft                | Dameneinzel | 1     | Hertha Obritzhauser                      |
| 1981   | Österreich: Einzelmeisterschaften der Junioren | Damendoppel | 1     | Hertha Obritzhauser / Sandra Egger       |
| 1981   | Österreich: Einzelmeisterschaften der Junioren | Dameneinzel | 1     | Hertha Obritzhauser                      |
| 1981   | Österreich: Einzelmeisterschaft                | Dameneinzel | 1     | Hertha Obritzhauser                      |
| 1981   | Österreich: Einzelmeisterschaft                | Damendoppel | 1     | Hertha Obritzhauser / Brigitte Reichmann |
| 1981   | Österreich: Einzelmeisterschaften der Junioren | Mixed       | 1     | Alexander Almer / Hertha Obritzhauser    |
| 1981   | Österreich: Einzelmeisterschaft                | Mixed       | 1     | Alexander Almer / Hertha Obritzhauser    |
| 1982   | Österreich: Einzelmeisterschaft                | Mixed       | 1     | Alexander Almer / Hertha Obritzhauser    |
| 1982   | Österreich: Einzelmeisterschaft                | Dameneinzel | 1     | Hertha Obritzhauser                      |
| 1982   | Österreich: Einzelmeisterschaften der Junioren | Dameneinzel | 1     | Hertha Obritzhauser                      |
| 1983   | Polish International                           | Mixed       | 3     | Alexander Almer / Hertha Obritzhauser    |
| 1983   | Swiss Open                                     | Mixed       | 2     | Alexander Almer / Hertha Obritzhauser    |
| 1983   | Österreich: Einzelmeisterschaft                | Mixed       | 1     | Alexander Almer / Hertha Obritzhauser    |
| 1983   | Österreich: Einzelmeisterschaft                | Dameneinzel | 1     | Hertha Obritzhauser                      |
| 1983   | Austrian International                         | Dameneinzel | 2     | Hertha Obritzhauser                      |
| 1984   | Swiss Open                                     | Mixed       | 2     | Alexander Almer / Hertha Obritzhauser    |
| 1984   | Österreich: Einzelmeisterschaft                | Mixed       | 1     | Alexander Almer / Hertha Obritzhauser    |
| 1984   | Österreich: Einzelmeisterschaft                | Dameneinzel | 1     | Hertha Obritzhauser                      |
| 1984   | Österreich: Einzelmeisterschaft                | Damendoppel | 1     | Hertha Obritzhauser / Brigitte Wastl     |
| 1985   | Österreich: Einzelmeisterschaft                | Mixed       | 1     | Alexander Almer / Hertha Obritzhauser    |
| 1985   | Österreich: Einzelmeisterschaft                | Dameneinzel | 1     | Hertha Obritzhauser                      |
| 1986   | Österreich: Einzelmeisterschaft                | Dameneinzel | 1     | Hertha Obritzhauser                      |
| 1986   | Österreich: Einzelmeisterschaft                | Mixed       | 1     | Alexander Almer / Hertha Obritzhauser    |
| 1986   | Österreich: Einzelmeisterschaft                | Damendoppel | 1     | Hertha Obritzhauser / Brigitte Wastl     |